# シャノン・チャン・ケント
シャノン・チャン・ケント (Shannon Chan-Kent、1988年9月23日 -) は、カナダの声と舞台女優。

## 出演作品
- ビーイングイアン - グレース・チョウ・ラム、ナース・ブラッドリー、フープピアス学生
- ダイナソートレイン - アリーアラモサウルス
- ケアベアーズ: ビッグウィッシュムービー
- 小さなペットショップ - ブルターニュビスキット、ウィッタニービスキット、ヤングミーソング、ミセスビスキット、マディソン、フィービー、ホイットマンビスキット、ブリットマンビスキット、ファーリーフューリー、クジラ
- マイリトルポニー〜トモダチは魔法〜 - ピンキーパイ (歌)
- プッカ
- ヴォルトロンフォース - ラルミナ
- ソニック・ザ・ムービー - ラウンドハウスウェイトレス
- アナザー・ライフ